# Илясалан
Илясалан (на турски: İlyasalan) е село в околия Бига, вилает Чанаккале, Турция. Разположено на около 300 метра надморска височина. Населението му през 1997 г. е 126 души, основно българи – мюсюлмани (помаци), преселили се през 1911 г. от селата Осеново и Тъмръш след Балканската война.